# Homosexualität im Islam

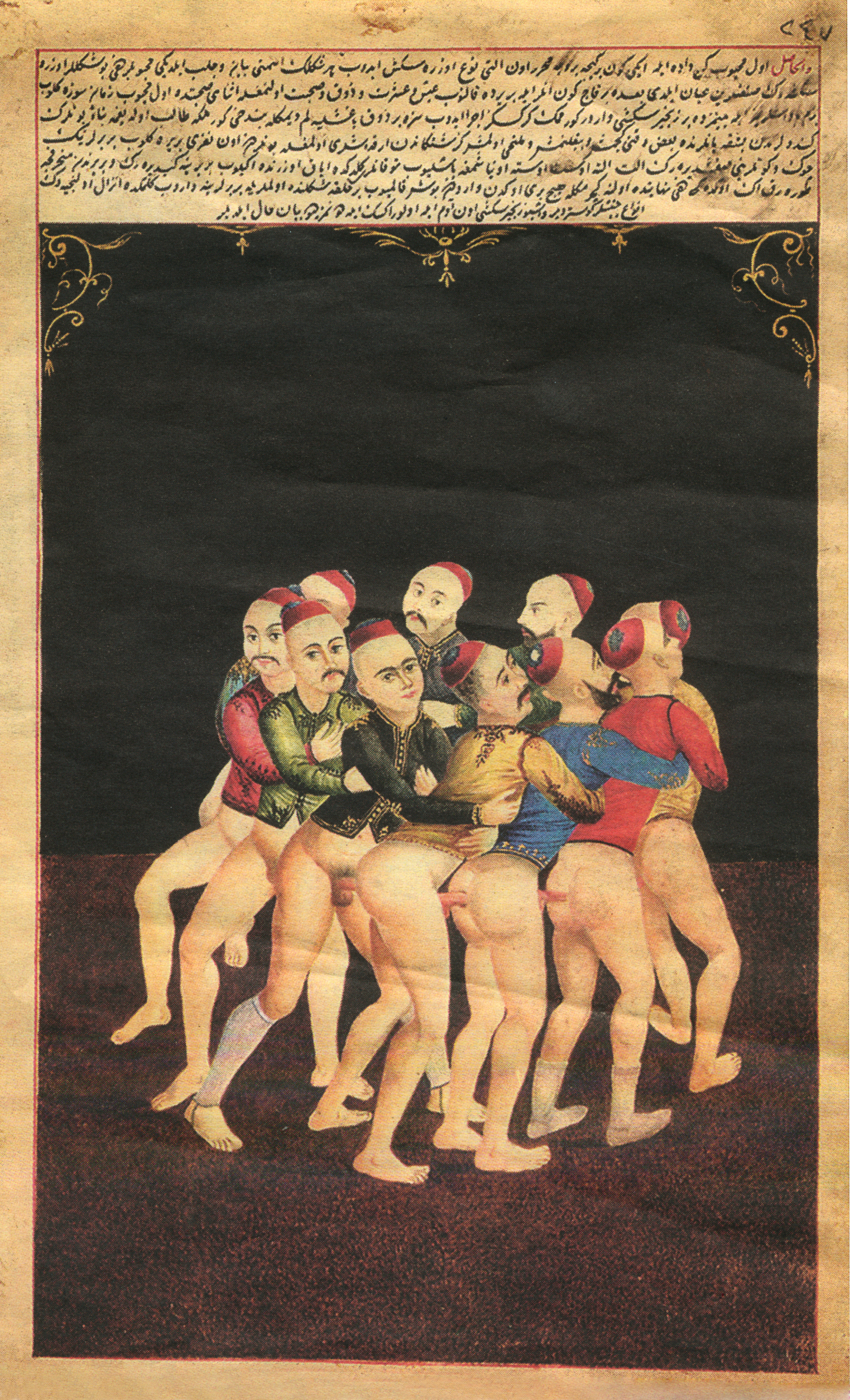
Zehn Männer bei einer Orgie mit Analverkehr; türkische Miniatur aus dem Osmanischen Reich von 1773

Homosexualität im Islam (liwāṭ) wird von aktiven Homosexuellen (lūṭī oder lāʿiṭ, pl. lāṭa) praktiziert, passive (ubna) von maʿbun. Sapphismus heißt saḥḳ, siḥāḳ und musāḥaḳa. Trotz des Verbots im Hadith war sie samt homosexueller Prostitution verbreitet und weitgehend geduldet, begünstigt von der Geschlechtertrennung im Islam.

## Geschichte
Nach Aussage des Islamwissenschaftlers Thomas Bauer ist der Islam mehr als tausend Jahre tolerant mit Homosexuellen umgegangen. Bauer betont, dass sich in der arabisch-islamischen Kulturgeschichte zwischen 800 und 1800 „keine Spur von Homophobie“ feststellen lasse. Aus der islamischen Literatur sind zahlreiche homoerotische Gedichte überliefert. Laut Bauer habe erst im 19. Jahrhundert der Westen im Zuge der Kolonialisierung den „Kampf gegen den unordentlichen Sex“ im Nahen Osten eingeführt. Vor dem Jahr 1979 sei in tausend Jahren kein Fall im islamischen Nahen Osten und in Nordafrika bekannt, in dem ein Mann aufgrund einvernehmlichen Geschlechtsverkehrs mit einem anderen Mann strafrechtlich angeklagt worden sei. Die Auffassung Bauers wird im Wesentlichen von Mounir Baatour geteilt, dem Vorsitzenden von Shams, der ersten tunesischen Organisation, die sich für die Rechte von Homo-, Bi- und Transsexuellen einsetzt: „In Tunesien ist Homosexualität erst seit 1913 unter Strafe gestellt: Es waren die Franzosen, die den entsprechenden Paragraphen 230 einführten. Als sie Tunesien kolonisierten, brachten sie ihre Homophobie mit. Dann sind sie wieder abgezogen, doch die Homophobie blieb... Im Islam gibt es keinen einzigen authentischen religiösen Text, der Homosexualität unter eine konkrete Strafe stellt.“

## Ansichten derSchari'a
Der Koran enthält keine explizite rechtliche Diskussion der Homosexualität. Einer Minderheit der Koranausleger zufolge bezieht sich Sure 4, Vers 15, wo von einer „schändlichen Tat“ (fāḥiša) die Rede ist, auf sexuelle Akte zwischen Frauen, der folgende Vers 16 entsprechend auf Sex zwischen zwei Männern:

„(15) Gegen diejenigen von euren Frauen [Plural], die eine schändliche Tat begehen, müsst ihr vier von euch als Zeugen haben. Wenn sie es bezeugen, dann haltet sie [die Frauen, Plural] in den Häusern fest, bis der Tod sie abberuft oder Gott ihnen einen Ausweg verschafft. (16) Und die beiden [Dual], die es von euch begehen, fügt beiden Ungemach zu. Wenn sie [Dual] dann bereuen und sich bessern, so lasst ab von ihnen [Dual]. Siehe, Gott ist vergebend und barmherzig.“

Ob sich diese beiden Verse auf Zinā (Unzucht), d. h. (heterosexuellen) Ehebruch oder Geschlechtsverkehr zwischen Unverheirateten beziehen oder auf gleichgeschlechtlichen sexuellen Verkehr unter Frauen (Vers 15) und Männern (Vers 16), wird im Rahmen der verschiedenen Korankommentare unterschiedlich bewertet, wobei die Mehrheit der Kommentatoren dazu tendiert, diese Aussage hauptsächlich auf Zinā zu beziehen. Der bedeutendste Korankommentator der klassisch-islamischen Epoche, Abū Ǧaʿfar Muḥammad ibn Ǧarīr aṭ-Ṭabarī (10. Jahrhundert n. Chr.), vertritt ausschließlich die Deutung im Sinne von Zinā (illegitimem Geschlechtsverkehr) zwischen einer Frau und einem Mann. Die Auffassung, dass die Wendung „die beiden, die es von euch begehen“ (in Vers 4:16) sich auf zwei Männer bezöge, lehnt er ausdrücklich ab. Der spätere Kommentator az-Zamaḫšarī (12. Jahrhundert n. Chr.) versteht den Vers ebenso, fügt aber hinzu, dass einige Ausleger die Verse 4:15-16 auf weibliche homosexuelle Akte (siḥāq, Tribadie) bzw. homosexuellen Analverkehr (liwāṭ) beziehen. Unter den Koran-Übersetzern und Kommentatoren des 20. Jahrhunderts lehnt Abū l-Aʿlā Maudūdī die Deutung von Sure 4:15-16 auf homosexuelle Akte ausdrücklich ab; dies legt er in seinem 1942–1972 auf Urdu verfassten Tafsīr Tafhīmu-l-Qurʾān ausführlich dar. Zudem ist innerhalb der gegenwärtigen islamischen Theologie umstritten, ob sich diese Anweisung – wenn sie denn auf gleichgeschlechtliche Sexualkontakte anwendbar sein sollte – nur auf historisch bedingte Ausprägungen gleichgeschlechtlicher Sexualität bei den Völkern des frühislamischen Orients bezieht oder ob sie auf sämtliche Erscheinungsformen homosexueller Lebensgestaltung in den Gesellschaften der Gegenwart übertragbar ist (vgl. hierzu die Position des Zentralrats der Muslime in Deutschland, siehe unten).

### Ansicht der Mehrheit der konservativen islamischen Vertreter
Die konservative Auffassung des islamischen Rechts betrachtet, weniger auf den Koran als vielmehr auf verschiedene Überlieferungen (Hadithe) gestützt, homosexuellen Geschlechtsverkehr (liwāṭ, siḥāq) als zu bestrafendes Vergehen, sofern gewisse Voraussetzungen erfüllt sind. Die Frage nach der Art der Bestrafung hat in den islamischen Rechtsschulen (Madhāhib) zu einem Dissens geführt. Während die Ḥanafiten als größte Rechtsschule des Islam die Entscheidung über die Bestrafung einer Person, der liwāṭ nachgewiesen wurde, in das Ermessen des einzelnen Richters stellen und eher auf Züchtigung (taʿzīr, durch Auspeitschung) plädieren, sehen andere Rechtsschulen wie die Mālikiten und die Ḥanbaliten analog zu zinā (Ehebruch) für einen verheirateten Täter die Steinigung als Todesstrafe vor (nicht unbedingt jedoch für einen unverheirateten). Mögliche Strafen sind Auspeitschung (als Züchtigung) und Verbannung für eine gewisse Zeit. Die Wahhābiyya genannte Richtung des sunnitischen Islams ḥanbalitischer Richtung sieht als Bestrafung dessen, der liwāṭ begeht, ebenfalls die Todesstrafe vor.
Zur rechtlichen Situation in verschiedenen islamisch geprägten Staaten siehe unten.

### Ansicht der gemäßigten/liberalen islamischen Minderheitenvertreter
Seit Ende des 20. Jahrhunderts treten einige muslimische Organisationen für Toleranz und Akzeptanz von Homosexualität im Islam ein. Zu nennen ist beispielsweise Al-Fatiha (1998–2011). Bei einer Konferenz 2009 in Jakarta haben gemäßigte Islamvertreter erklärt, dass Homosexualität und ihre Weltreligion kein Gegensatz seien. Unter den Teilnehmern war etwa die international anerkannte muslimische Frauenrechtlerin Siti Musdah Mulia.
2012 eröffnete der schwule Imam Ludovic-Mohamed Zahed in Paris eine LGBT-freundliche Moschee. Er selbst war am 18. Februar 2012 im Rahmen einer zeremoniellen Feier in einer Moschee in Paris mit seinem Partner verheiratet worden – die erste von einem Imam geschlossene Ehe zwischen muslimischen Homosexuellen. Zahed wirbt für einen menschlichen, liberalen Islam. Er weist darauf hin, dass der Islam jahrhundertelang tolerant gegenüber homo- und transsexuellen Menschen war. Im Jahr 2016 sagte er, dass es weltweit etwa zehn offen schwule Imame gebe.
In Deutschland setzt sich vor allem der im Jahr 2010 gegründete Liberal-Islamische Bund für die Akzeptanz von LSBT*I-Muslimen ein. Zu diesem Zweck veranstaltete er im Dezember 2013 eine Podiumsdiskussion mit dem Thema „Homosexualität und Gendervarianz im Islam“ und verfasste ein Positionspapier zu diesem Thema. Seit August 2018 ist in Deutschland der erste offen homosexuelle deutsche Imam mit Christian Awhan Hermann in Berlin tätig.

## Fiqh
Die im Hadith vorgeschriebene Todesstrafe für aktive (liwāṭ) und passive (ubna) Homosexualität bildet die Grundlage für die Meinungen der Rechtsschulen (madhāhib). Dabei wird unterschieden ob der Täter muḥṣan (verheiratet, frei und Muslim) ist. Die Hanbaliten schreiben in jedem Fall den Tod durch Steinigung vor, die anderen Rechtsschulen begnügen sich mit 100 Stockschlägen (und eventuell zusätzlicher Verbannung), wenn der Täter nicht muḥṣan ist. Manchmal wird empfohlen, die Zahl der Stockschläge zu verringern, und Ibn Hazm setzte sie auf 10 herab. Diese Diskrepanz bei der Strafbemessung ist auch bei der Unzucht (zina) zu beobachten, welche nur schwer zu beweisen ist, was eine Bestrafung unwahrscheinlich macht.
Die Verbote haben mehr eine theoretische Bedeutung, weil Homosexualität im Islam seit jeher toleriert wurde, obwohl im 7. Jh. (durch Abū Bakr, Al-Zubayr, Abd al-Malik, Abi Talib) an Homosexuellen viele grausame Exempel statuiert wurden.

## Die Bedeutung gleichgeschlechtlicher Liebe

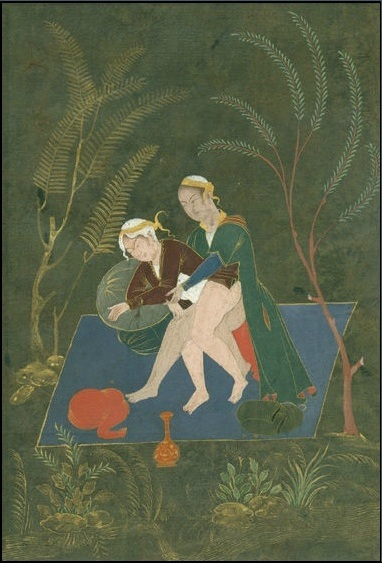
Zwei Männer beim Sex – Zeichnung von 1660 aus dem safawidischen Iran

Der Koran assoziiert die Sünden von Lots Volk (qaum Lūṭ) an einigen Stellen auch mit gleichgeschlechtlichen Sexualkontakten unter Männern: Es gibt fünf Stellen im Koran, die eine Deutung der Sünde des Volkes Lots im Sinne von „sich Männern in Begierde (d. h. sexuell) nähern“ zulassen. Die erste Koranstelle, die homosexuelles Verhalten im Koran andeutet, findet sich in der 7. Sure, Verse 80-81:
„Und (wir [Gott] haben) den Lot (als unseren Boten gesandt). (Damals) als er zu seinen Leuten sagte: ‚Wollt ihr denn etwas Abscheuliches begehen, wie es noch keiner von den Menschen in aller Welt vor euch begangen hat? Ihr gebt euch in (eurer) Sinnenlust wahrhaftig mit Männern ab, statt mit Frauen. Nein, ihr seid ein Volk, das nicht maßhält.“
Eine weitere Stelle ist Sure 26, Verse 165–166:
„Wollt ihr euch denn mit Menschen männlichen Geschlechts abgeben und (darüber) vernachlässigen, was euer Herr euch in euren Gattinnen (als Ehepartner) geschaffen hat? Nein, ihr seid verbrecherische Leute.“
Beide Verweise werden traditionell auf gleichgeschlechtliche Sexualkontakte unter Männern bezogen; solche unter Frauen werden im Koran nicht direkt erwähnt (es sei denn, man versteht Sure 4, Vers 15 – s. o. entsprechend). Aus den genannten Stellen leiten muslimische Gelehrte das Verbot homosexuellen Geschlechtsverkehrs unter Männern (liwāṭ) ab. Die koranische Geschichte von Lot und seinem Volk verweist auf die im biblischen Buch Genesis (= 1. Buch Mose), Kapitel 19, berichteten Ereignisse in Sodom und Gomorrha. Die Korankommentatoren identifizieren die Stadt, in der Lot wohnte, als Sodom (arabisch Sadūm). Manche Theologen und Religionswissenschaftler weisen darauf hin, dass im Zuge der Sodomgeschichte nicht Homosexualität im modernen Sinne – vor allem nicht gleichgeschlechtliche Liebe – thematisiert werde, sondern dass es in dieser Geschichte um den Bruch des altorientalischen Gastrechts und um sexuelle Gewalt (versuchte Vergewaltigung von Männern) gehe.
Der im Jahr 1200 n. Chr. verstorbene ḥanbalitische Rechtsgelehrte und Prediger Abū l-Faraǧ Ibn al-Ǧauzī erklärte in seiner ausführlichen Diskussion über das Anblicken bartloser (amrad) Jünglinge:
„Derjenige, der behauptet, dass er keine Begierde empfindet [wenn er schöne Knaben anblickt], ist ein Lügner, und wenn wir ihm glauben könnten, wäre er ein Tier, nicht ein menschliches Wesen.“
Dies schlägt sich auch in den Paradiesbeschreibungen des Korans nieder, wo nicht nur „großäugige Jungfrauen“, sondern auch Jünglinge, „gleich verborgenen Perlen“ (Sure 52, Vers 24), auf die (männlichen) Wiederauferstandenen warten und sie als Mundschenke bedienen:
„Auf gestickten Polsterkissen,/ Gelehnt darauf, sich gegenübersitzend,/ Umkreist von Jünglingen, ewigen,/ Mit Bechern, Näpfen, Schaalen des Klarflüssigen,/ Das nicht berauscht und nicht verdüstert;/ Und Früchten, wonach sie gelüsten (…)“ (Sure 56, Verse 15–20)
Darüber hinaus wurden die schönen Knaben, die im Paradies die (männlichen) Paradiesbewohner mit Wein kredenzen, auch gelegentlich als Lustknaben gesehen. Die romantische Liebe (ʿišq) zwischen Männern wird – unter der Voraussetzung, dass sie keusch ist – vom Islam vollständig akzeptiert. So schreibt der spanisch-arabische Universalgelehrte Ibn Ḥazm al-Andalusī um 1022 n. Chr. in seiner bekannten Abhandlung Das Halsband der Taube – Über die Liebe und die Liebenden:
„Die Liebe wird von der Religion weder missbilligt, noch vom Gesetz verboten, denn die Herzen sind ja in der Hand Gottes, des Mächtigen und Erhabenen.“
Gleichzeitig führt aber die Verwerfung unkeuscher Handlungen zwischen Männern für den strenggläubigen Muslim mit homoerotischen Gefühlen zu einem inneren Glaubenskampf (ǧihād) gegen sein eigenes Selbst (nafs). Einem bekannten Hadith zufolge gilt derjenige, der in diesem Kampf obsiegt, als „Liebesmärtyrer“:
„Wer liebt und keusch bleibt und (sein Geheimnis) verbirgt und dann stirbt, der stirbt als ein Märtyrer.“
Eine etwas andere Haltung nimmt die mystische (ṣūfische) Tradition ein. In ihr spielt die leidenschaftliche Zuneigung zwischen dem „Liebenden“ und dem „Geliebten“ eine konstitutive Bedeutung für die mystische Annäherung an Gott. Dies ist aber auf keinen Fall körperlich, also zwischen zwei Menschen (Männern) zu sehen, sondern der „Liebende“ ist ein Synonym für den Suchenden, also den Ṣūfī, der „Geliebte“ ist ein Synonym für Gott.

## Effeminierte Männer, maskuline Frauen und Transvestitismus
An einer einzigen Koranstelle, nämlich Sure 24, Vers 31, lässt sich ein Ausdruck („solche von ihren männlichen Dienern, die keinen Geschlechtstrieb haben“) möglicherweise auf „effeminierte Männer“, die Muchannathūn (muḫannaṯūn), deuten, so etwa in einem oft zitierten Ḥadīth, während andere Ausleger eher an altersschwache Diener („die keinen Trieb mehr haben“), Geistesschwache, Eunuchen usw. denken. Das Phänomen der männlichen Effeminiertheit (taḫannuṯ), sowie parallel das der „maskulinen Frauen“, welche beide oft mit Transvestitismus einhergehen, hat jedoch nur bedingt mit Homosexualität zu tun.

## Richtungen innerhalb des Islams
Alle islamischen Rechtsschulen lehnten homosexuelle Handlungen in der Vergangenheit als sündhaft ab. Homosexueller Geschlechtsverkehr gilt nach konservativer Auslegung als Unzucht (Zina). Umstritten ist innerhalb dieser Schulen, welche Art von Strafe in unterschiedlichen Fällen zu verhängen war. Die Meinungen reichten von Auspeitschung bis zur Todesstrafe (siehe oben).
Islamische Gutachten der einzelnen Rechtsschulen in den letzten Jahren zum Thema Homosexualität sind kaum vorhanden. Eine Minderheit islamischer Organisationen und Einzelpersonen vertreten einen liberalen Islam und bewerten homosexuelle Handlungen nicht als eine Sünde. Zu nennen sind beispielsweise Al-Fatiha (1998–2011) in den USA, die durch den Imam Muhsin Hendricks 1998 in Südafrika gegründete Al-Fitrah und die 1998 in England gegründete Organisation Imaan (= īmān, „Glaube“). Im Jahr 2008 hatte Imaan etwa 300 eingetragene Mitglieder. Anlässlich des zehnjährigen Bestehens veranstaltete Imaan vom 17. bis zum 19. Oktober 2008 eine Konferenz für homosexuelle Muslime, an der das Vereinigte Königreich, die Vereinigten Staaten, die Niederlande, Kanada, Frankreich, Deutschland, Norwegen, Iran, Libanon, Pakistan, Türkei und Uganda Vertretende teilnahmen.

## Gegenwärtige Situation in islamisch geprägten Staaten

Staaten mit einem islamischen Bevölkerungsanteil von mehr als 5 %
Grün: Sunniten, Rot: Schiiten, Blau: Ibaditen (Oman)

Homosexualität legal
Gleichgeschlechtliche Ehen
Andere Formen gleichgeschlechtlicher Partnerschaften
Anerkennung (im In- oder Ausland geschlossener) gleichgeschlechtlicher Ehen
Bedingte Anerkennung gleichgeschlechtlicher Partnerschaften auf Bundes- jedoch nicht Landesebene
Keine Anerkennung gleichgeschlechtlicher Partnerschaften
Einschränkung der Meinungsfreiheit Homosexualität illegal
De jure unter Strafe, de facto keine Strafverfolgung
Empfindliche Strafen
(Lebenslängliche) Haft
Todesstrafe

Homosexualität wird in islamisch geprägten Ländern verschieden bewertet und von Seiten des Staates rechtlich unterschiedlich eingestuft. Eine staatliche Anerkennung homosexueller Paarbeziehungen gibt es gegenwärtig in keinem islamisch geprägten Staat.
Nicht verboten sind homosexuelle Handlungen in den islamisch geprägten Ländern Albanien, Aserbaidschan, Bosnien und Herzegowina, Indonesien, Jordanien, Irak, Kasachstan, Kirgisistan, Mali, Niger, Tadschikistan, Libanon, Bahrain, Dschibuti, Guinea-Bissau, Burkina Faso und der Türkei sowie in den nicht vollständig international anerkannten Staaten Kosovo, Palästina (Westbank) und Türkische Republik Nordzypern.
In den meisten islamisch geprägten Staaten werden homosexuelle Handlungen mit unterschiedlich hohen Haftstrafen verfolgt. Hierzu gehören die Staaten Algerien, Ägypten, Bangladesch, Gambia, Guinea, Komoren, Katar, Libyen, Malaysia, Malediven, Marokko, Oman, Pakistan, Senegal, Sudan, Syrien, Tschad, Tunesien, Turkmenistan und Usbekistan.
Mit Brunei, Iran, Jemen, Mauretanien, Nigeria und Saudi-Arabien sehen sechs Länder für homosexuelle Handlungen die Todesstrafe vor. In fünf weiteren (Afghanistan, Pakistan, Katar, Somalia und die Vereinigten Arabischen Emirate) droht die Todesstrafe unter bestimmten Umständen.

## Gegenwärtige Situation in Staaten mit muslimischen Migranten
In muslimischen Migrantengemeinschaften in Europa wird das Thema Homosexualität selten offen angesprochen und meist als Thema betrachtet, das für die Kultur der Mehrheitsgesellschaft und nicht der Migrantengemeinde relevant ist. In einer repräsentativen Umfrage der Info GmbH unter Türken in Deutschland im August 2012 äußerten 51 % der Befragten die Überzeugung, dass Homosexualität eine Krankheit sei. Im Jahr 2017 unterstützen rund 60 % der Muslime in Deutschland die gleichgeschlechtliche Ehe.
Manche Migrantenorganisationen haben Position bezogen, um Antidiskriminierungsgesetze, die auch für sexuelle Orientierung gelten, zu unterstützen. Der Türkische Bund in Berlin erklärt im April 2010, dass Homosexuelle vor Diskriminierungen zu schützen sind. Ebenso setzt sich der Generalsekretär des Zentralrats der Muslime, Aiman Mazyek (trotz persönlicher und religiöser Ablehnung der Homosexualität) für einen Diskriminierungsschutz Homosexueller ein. Die queere Migrantenorganisation GLadT hat sich ausführlich mit der Situation queerer muslimischer Migrierter in der Bundesrepublik Deutschland auseinandergesetzt; der Wissenschaftler Zülfukar Çetin hat sich in einer umfassenden Studie mit rassistischer Diskriminierung gegenüber schwulen Migranten in der Bundesrepublik Deutschland befasst.